# Éric Mension-Rigau
Éric Mension-Rigau est un historien français, né à Nancy le 16 décembre 1962, spécialiste de l'histoire des élites. Il est professeur d'histoire sociale et culturelle à l'université Paris-Sorbonne (Paris IV).

## Biographie
Ancien élève de l'École normale supérieure de Paris (1984), agrégé de lettres classiques (1986), ancien membre pensionnaire de la Fondation Thiers (1991-1994), ancien membre junior de l'Institut universitaire de France (2002-2007), chargé d'études archivistiques à la Présidence de la République (1994-1995), Éric Mension-Rigau est professeur d'histoire contemporaine à l'université Paris-Sorbonne (Paris IV) depuis 2008, où il dirige un master d'anthropologie sociale et culturelle.
Il est titulaire d'un doctorat en histoire de l'École des hautes études en sciences sociales : « La Naissance et les valeurs. L'éducation et la transmission des valeurs familiales dans l'aristocratie et la grande bourgeoisie de la Belle Époque à nos jours » sous la direction de Jacques Revel (1993) et d'une habilitation à diriger des recherches en histoire de l'université de Paris-Sorbonne (2002) consacrée à « La persistance de l’identité nobiliaire depuis le milieu du XIXe siècle ».
Il est membre : 
- depuis 2005, du groupe de travail « Renouveler la présentation des monuments » organisé par le Centre des monuments nationaux au Ministère de la Culture.

- depuis 2007, du Comité d’action de La Sauvegarde de l'art français.

- depuis 2008, du Comité consultatif des collections du Centre des monuments nationaux.

- depuis 2012, du conseil scientifique du Figaro histoire[8].

## Travaux de recherche
Les  travaux de recherche d'Éric Mension-Rigau, centrés sur l'étude de la transmission de la culture et de l'identité nobiliaires dans la société française post-révolutionnaire, relèvent à la fois de l’histoire sociale par l’étude d’un groupe défini par son ancienneté d’appartenance à l’élite et de l’histoire culturelle par l’analyse des représentations littéraires, artistiques ou populaires dont il a été l’objet. Leur originalité réside notamment dans le choix d'une méthode conciliant la démarche historique et la réflexion sociologique et ethnologique. Leur but est de procéder à l'analyse du système de valeurs qui assure l'unité du groupe formé par la noblesse et, plus largement, de comprendre le comportement des élites contemporaines.

## Publications

### Ouvrages
- L'Enfance au château. L'éducation des élites françaises au vingtième siècle, éd. Payot & Rivages, 1990, 317 p., préface de Jacques Revel[10],[11].
- Aristocrates et grands bourgeois. Éducation, traditions, valeurs (version allégée de la thèse), éditions Plon, 1994, 515 p. ; rééd. Pluriel-Hachette 1996 ; rééd. éditions Perrin, 1997, rééd. Tempus 2007.
- Baptême de Clovis, baptême de la France. De la religion d'État à la laïcité d'État, éditions Balland, 1996, 330 p. (dialogue avec Pierre Chaunu).
- Danse avec l'Histoire, éditions de Fallois, 1998, 316 p. (avec Pierre Chaunu).
- La Vie des châteaux. Mise en valeur et exploitation des châteaux privés dans la France contemporaine :  stratégies d'adaptation et de reconversion, Perrin, 1999, 363 p., rééd. 2006, rééd. Tempus 2020.
- Le Donjon et le Clocher. Nobles et curés de campagne de 1850 à nos jours, Perrin, 2003, 510 p., reéd. Tempus 2012[12],[13]
- Journal de Constance de Castelbajac, marquise de Breteuil (1885-1886), édition établie et commentée, Perrin, 2003.
- Châteaux de famille, une élégance française, éditions du Chêne, 2007, 191 p
- Boni de Castellane, Perrin, 2008, 350 p., réed. Tempus, 2016.
- L'Ami du prince : journal inédit d'Alfred de Gramont (1892-1915), Paris, Fayard, 2011, 720 p. (ISBN 978-2-213-63141-7, présentation en ligne).
- Singulière noblesse : l'héritage nobiliaire dans la France contemporaine, Paris, Fayard, 2015, 377 p. (ISBN 978-2-213-67086-7, présentation en ligne).
- Les Rohan : histoire d'une grande famille, Paris, Perrin, 2017, 319 p. (ISBN 978-2-262-06775-5, présentation en ligne).
- Enquête sur la noblesse : la permanence aristocratique, Paris, Perrin, 2019, 394 p. (ISBN 978-2-262-06774-8, présentation en ligne).
- Gabriel de Choiseul, duc de Praslin, Cinq années de résistance, édition établie et commentée, Tallandier, 2021, 316 p.
- Rester noble dans le monde des affaires : de l'utilité des anciennes élites, Paris, Passés / Composés, 2024, 288 p. (ISBN 978-2-3793-3886-1, présentation en ligne).

### Ouvrages collectifs
- « L'École normale supérieure au miroir de l'aristocratie », École normale supérieure. Le livre du bicentenaire, sous la dir. de Jean-François Sirinelli, p.u.f., 1994, p. 137-154.
- « La noblesse et son mobilier de la Révolution à nos jours », De la collection au lieu de mémoire. Le patrimoine mobilier privé, sous la dir. de Hélène Palouzié, Actes Sud, 1999, p. 95-113.
- « L’historien et les archives privées », Les Archives au fil du temps, sous la dir. de J.-P. Babelon et F. Terré, Perrin, 2002, p. 21-27.
- « La “Societé” d’hier à aujourd’hui », édition du centenaire du Bottin-Mondain 1903-2003, p. 21-27.
- « La noblesse et le Jockey Club », Élites et sociabilité en France, sous la dir. de J.-P. Chaline, Perrin, 2003, p. 35-41.
- « La noblesse française et la fidélité à la famille de France 1830-2000 », La Présence des Bourbons en Europe XVIe – XXIe siècle, sous la dir. de Lucien Bély, p.u.f., 2003, p. 337-358.
- « Les modes de sociabilité dans les familles de l’aristocratie et de la grande bourgeoisie au XXe siècle », Valeurs et activités professionnelles. Séminaire du Centre de recherche sur la formation du cnam, sous la dir. de Jean-Marie Barbier, L’Harmattan, 2004, pp. 67-86.
- Introduction au Guide des châteaux de France, Le Cercle du Patrimoine, 2004, pp. 16-20.
- « Le duc d’Aumale et les dernières chasses princières », catalogue de l’exposition Chasse à courre, chasse de cour. Fastes de la vénerie princière à Chantilly au temps des Condés et des Orléans (1659-1910), sous la dir. de Nicole Garnier et Guy de Laporte, La Renaissance du Livre, 2004, p. 24-31.
- « Échec ou réussite : les éléments d’une validation », Actes des Entretiens du patrimoine « Du bon usage du patrimoine : utiliser pour conserver ou conserver pour utiliser ? », sous la dir. de Bruno Foucart, Fayard, 2004.
- « Le néogothique vu du château », Puissance du gothique, Sociétés et Représentations, n° 20, CREHESS, 2005, p. 103-109.
- « Une histoire de mécènes », Primatice à Chaalis, sous la dir. de Jean-Pierre Babelon, Institut de France / Nicolas Chaudun, 2006, p. I-VIII.
- « Mécénat culturel et persistance du rêve princier en France : l’exemple de Bernard Arnault », Mécénat des dynasties industrielles et commerciales, sous la dir. de J.-P. Babelon, J.-P. Chaline, J. Marseille, Perrin, 2008, p. 247-251.
- « Converser avec Pierre Chaunu », Pierre Chaunu historien, sous la dir. de Jean-Pierre Bardet, Denis Crouzet, Annie Molinié-Bertrand, pups, 2012, p. 223-228.
- « Pierre Chaunu et Éric Mension-Rigau », Le Tempérament œcuménique, sous la dir. de Filip-Lucian Iorga, Éditions Baudelaire, 2013, p. 163-193.
- Collaboration au Dictionnaire historique de Paris, publié sous la direction éditoriale de Roselyne de Ayala, Le Livre de Poche, 2013.
- « Du ghetto au Gotha : l’énigmatique marquise de Païva », L’Extraordinaire Hôtel Païva, sous la dir. d’Odile Nouvel-Kammerer, Les Arts décoratifs, 2015, p. 20-29.

## Distinctions
- Prix Paul-Michel Perret 2003
- Prix Renaissance des lettres 2013[14]
- Membre de l’Academia degli Illustrati di Casale Monferrato 2016
- Membre de l’International Institute of Genealogy and Heraldry (IIGH) 2017